# Stade Émile-Albeau
Pour les articles homonymes, voir Albeau.
Le stade Émile-Albeau est l'ancien stade principal de football de la ville de Sedan, démoli à partir de 2000. Son nom rend honneur à un ancien maire de la ville de Sedan (maire de 1929 à 1935).

## Histoire
Le club de football de Sedan, qui s'appelait encore à l'époque l'Union athlétique Sedan-Torcy (Torcy était un village adjacent à Sedan, intégré depuis à cette ville et qui en est devenu un quartier), a dans un premier temps utilisé un terrain sans tribune ni pelouse ni vestiaire, appelé le Bourrelet. Des constructions en dur pour les joueurs et pour les spectateurs vont se greffer progressivement autour de ce terrain. En 1936, Le Bourrelet, bien que demeurant essentiellement un terrain de football, prend l'intitulé de stade et le nom d’un maire de Sedan qui est mort en décembre 1935 : il devient le stade Émile-Albeau. 
Le stade Émile-Albeau n'est utilisé qu'à partir de 1953 pour des matchs officiels, lors de la première année d'existence d'une section professionnelle de football à l'UA Sedan-Torcy. Il compte alors une tribune principale, construite cinq ans plus tôt pour remplacer une tribune en bois, complétée en 1955 par la construction d'une « Grande Tribune ». Ce stade est le lieu de deux victoires du club en Coupe de France en 1956 et 1961,,, et de plusieurs demi-finales en Coupe de France comme celle opposant le club de Le Mans au club de Sedan en 1999. En 1961, le club dispute la Coupe d'Europe des vainqueurs de coupe, 18 000 spectateurs assistent à la réception des Espagnols de l'Atlético Madrid au premier tour, ce qui reste le record d'affluence dans ce stade Émile Albeau (depuis le record a été battu le 12 mai 2006 contre Guingamp dans le nouveau stade). En 1973, le stade compte officiellement 18 000 places dont 3 000 assises.
Il accueille jusqu'en 2000 les matchs à domicile du club, devenu Club sportif Sedan Ardennes en 1970. 17 006 spectateurs y sont ainsi présents le 13 mai 2000 pour la réception de l'Olympique de Marseille, une des dernières grandes affiches dans ce stade. Devenu vétuste, il est fermé après la construction du Stade Louis-Dugauguez, rendue nécessaire par les ambitions affichées par le club en Ligue 1. Le dernier match y est joué le 23 septembre 2000 pour la neuvième journée de championnat de D1 en saison 2000/2001  : « Pour son dernier match de D1, le stade Emile-Albeau de Sedan a eu l'honneur de recevoir le leader », mais la victoire ce jour-là n'est pas sedanaise. Ce stade est ensuite démantelé progressivement.